# الشمولية
الشمولية أو الكُليَّانية وهو مفهوم مستعمل من علماء السياسة لوصف الدولة التي تحاول فرض سلطتها على المجتمع وتعمل على السيطرة على كافة جوانب الحياة الشخصية والعامة قدر إمكانها، مايميزها عن السلطوية هو أن الشمولية تسعى للتحكم بكافة أوجه الحياة بما في ذلك الاقتصاد والتعليم والفن وأخلاقيات المواطنين. تطور المصطلح في عشرينيات القرن العشرين من قبل المحامي الألماني النازي كارل شميت والفاشيست الإيطاليين. استخدم كارل شميت المفهوم في كتابه «مفهوم السياسة» الصادر عام 1927، ليقدم أسساً قانونية للدولة البالغة القوة. أصبح المفهوم رائجاً في الأوساط الغربية المناهضة للشيوعية خلال حقبة الحرب الباردة، من باب إظهار التشابه بين ألمانيا النازية ودول فاشية يمينية أخرى من جهة، والحزب الشيوعي السوفييتي اليساري من جهة أخرى. حركات وحكومات أخرى وصفت بأنها شمولية مثل الاتحاد الإسباني لليمين المستقل الذي ظهر مابين 1933 و1937 في الجمهورية الإسبانية الثانية.

## تأصيل
تمت صياغة مفهوم الشمولية بأنها «شمول» السلطة السياسية من قبل الدولة في عام 1923 من قبل جيوفاني أمندولا، الذي وصف الفاشية الإيطالية كنظام مختلف اختلافا جوهريا عن الديكتاتوريات التقليدية. تم تعيين معنى إيجابي للمفهوم في كتابات جيوفاني جنتيلي، المنظر الرئيسي للفاشية. استخدم جنتيلي مفهوم الشمولية للإشارة إلى بنية وأهداف الدولة الجديدة، وهي «التمثيل والتوجيه الشامل للأمة والأهداف القومية». وصف الشمولية بأنه مجتمع تؤثر فيه آيدولوجية الدولة والسلطة على معظم المواطنين. وفقا لبينيتو موسوليني، هذا النظام يسيس كل شيء روحي وبشري، «كل شيء داخل الدولة، لا شيء خارج الدولة، لا شيء ضد الدولة».
إي سنغ مان الذي أصبح لاحقا أول رئيس لكوريا الجنوبية، استخدم مصطلح الشمولية في كتابه «اليابان من الداخل إلى الخارج» الصادر عام 1941 لوصف الحكم الياباني لدول آسيوية عديدة وصنفه بأنه معارضة للعالم الديمقراطي، حيث للأفراد أهمية أكبر من المجتمع نفسه. فريدريش فون هايك، ساعد في تطوير فكرة الشمولية في كتابه الناقد للاشتراكية والمدافع عن المنافسة الاقتصادية والمعنون «الطريق إلى العبودية» الصادر عام 1944. في المقدمة، هايك يظهر تناقض القيم البريطانية الغربية مع ألمانيا النازية تحت حكم أدولف هتلر، مشيراً إلى أن الصراع بين اليسار واليمين داخل حزب العمال القومي الاشتراكي الألماني هو صراع دائم بين الفصائل الاشتراكية المتنافسة. وقال عن ألمانيا وإيطاليا وروسيا «تاريخ هذه البلدان في السنوات التي سبقت صعود نظام شمولي فيها أظهر بعض الميزات التي لا نعرف عنها». المؤرخ البريطاني الموالي للاتحاد السوفييتي إدوارد هاليت كار قال أن الاتجاه بعيدا عن الفردية ونحو الشمولية في كل مكان أمر لا خطأ ولا لبس فيه، وأن الماركسية اللينينية هي النوع الأكثر نجاحا من الشمولية، مستدلا بالنمو الصناعي السوفييتي ودور الجيش الأحمر في هزيمة ألمانيا النازية.
الفيلسوف الليبرالي كارل بوبر، في كتابيه المؤثرين في نقد الشمولية «المجتمع المنفتح وأعداؤه» (1945) و«فقر التاريخانية» (1961)، أكد أن الديمقراطية الليبرالية تتناقض مع الشمولية، وجادل أن هذه الأخيرة ترتكز على الاعتقاد بأن التاريخ يتحرك نحو مستقبل غير قابل للتغيير وفقا لقوانين معروفة. حنة آرنت في كتابها «أصول الاستبداد» الصادر عام 1951 والتي حللت فيه ظواهر النازية والستالينية، جادلت بأن الأنظمة والدول الشيوعية والنازية كانت أشكالاً جديدة من الحكومة، وليست مجرد نسخ مجددة لأنظمة قديمة من الطغيان. وفقا لآرنت، مصدر جاذبية الجماهير للأنظمة الشمولية هي عقيدتها، والتي توفر إجابات واحدة ومريحة لكل أسرار الماضي والحاضر والمستقبل وتضيف أنه وبالنسبة للنازية، كل التاريخ هو تاريخ من الصراع العرقي أو الإثني، وللاشتراكية، كل التاريخ هو تاريخ صراع الطبقات الاجتماعية، وبمجرد قبول هذه الفرضيات يمكن تبرير كافة إجراءات الدولة بالاحتكام إلى طبيعة وقانون التاريخ المفترض، وبالتالي عقلنة إنشاء نظام الدولة الاستبدادي.
درس كثير من العلماء غير المذكورين أعلاه ومن مختلف الخلفيات الأكاديمية والآيدولوجية ظاهرة الشمولية، وقدموا تعريفات مختلفة لها ولكنهم جميعهم يتفقون بأن الشمولية هي السعي إلى تعبئة المواطنين لدعم الآيدولوجية الرسمية للدولة، وغير متسامحة مع النشاطات التي لا تخدم أهداف هذه الدولة، تستلزم القمع وسيطرة الدولة على الأعمال التجارية أو النقابات العمالية، ودور العبادة أو الأحزاب السياسية.

## الفرق بين الأنظمة السلطوية والشمولية
مصطلح «نظام سلطوي» يدل على حالة يكون فيها صاحب السلطة واحد وهو الفرد الديكتاتور، أو مجلس عسكري أو مجموعة نخبوية صغيرة تحتكر السلطة السياسية. النظام الشمولي من جهة أخرى، يحاول السيطرة على كل جوانب الحياة الاجتماعية تقريبا بما في ذلك الاقتصاد والتعليم والفن والعلوم والحياة الخاصة واخلاق المواطنين. الأيديولوجية المعلنة رسميا تخترق أعمق روافد الهيكل المجتمعي وتسعى الحكومة الشمولية إلى السيطرة تماما على أفكار وأفعال مواطنيها. الشمولية هو نسخة متطرفة من السلطوية. التسلط يختلف في المقام الأول من الشمولية في ذلك المؤسسات الاجتماعية والاقتصادية الموجودة ليست تحت سيطرة الحكومة. بناء على عمل أستاذ العلوم السياسية بجامعة ييل خوان لينز، نظم خصاص السلطوية والشمولية في رسم بياني:
|                 | الشمولية    | السلطوية   |
| --------------- | ----------- | ---------- |
| كاريزما         | مرتفعة      | منخفضة     |
| مفهوم الوظيفة   | القائد يعمل | القائد فرد |
| حدود السلطة     | عامة        | خاصة       |
| فساد            | منخفض       | مرتفع      |
| آيدولوجيا رسمية | نعم         | لا         |
| تعددية          | لا          | نعم        |
| شرعية           | نعم         | لا         |

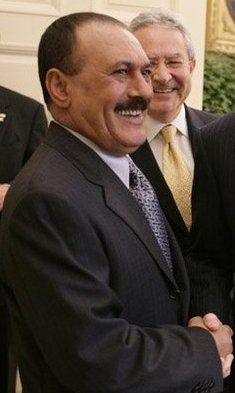
علي عبد الله صالح، مثال على نظام سلطوي غير آيدولوجي.

يقول باول سندرول، أستاذ العلوم السياسية في جامعة كولورادو، أنه في حين أن كلا السلطوية والشمولية أوجه مختلفة من الأوتوقراطية، فإنها تختلف في ثنائيات رئيسية:
- عكس شقيقتها السلطوية الغير شعبية والمذمومة، في الديكتاتوريات الشمولية يطور القائد أو الزعيم كاريزما عبادة شخصية أمام الجماهير في نظام شبه ديمقراطي يعتمد على رابطة متبادلة بين الجماهير والقائد من خلال التلاعب بوعيهم وخلق صورة شبه نبوية لشخصيته.
- السلطويين ينظرون إلى أنفسهم كأفراد راغبين في السلطة ويريدون الحفاظ عليها، أما الشموليون فنظرتهم إلى أنفسهم غائية أسطورية تقريباً فهم ليسوا مجرد طغاة بل وظيفتهم تغيير وإعادة تشكيل الكون من جديد.
- السلطويين يفتقدون الأيديولوجية، يحكمون بمزيج من غرس الخوف ومنح المكافآت إلى المتعاونين المخلصين، وتوليد حكومة كليبتوقراطية في نهاية المطاف.[9]

وهكذا، بالمقارنة مع الأنظمة الشمولية، النظم السلطوية تترك مجالا أكبر للحياة الخاصة، تفتقر إلى توجيه للفكر، تحمل بعض التعددية في التنظيم الاجتماعي، وتفتقر إلى القدرة على تعبئة السكان للسعي إلى تحقيق الأهداف الوطنية، وتمارس السلطة ضمن حدود يمكن التنبؤ بها نسبيا.